# Natasha Thomas
Natasha Thomas (Roskilde, 27 settembre 1986) è una cantautrice danese.

## Carriera
Nel 2003, all'età di sedici anni, il singolo di debutto di Natasha Thomas, Why (Does Your Love Hurt So Much), raggiunge il numero quaranta della classifica in Germania (e la top four di airplay).
Il suo primo album Save Your Kisses, pubblicato all'inizio del giugno 2004, riscuote un grande successo. Il suo secondo singolo, It's Over Now, si piazza al dodicesimo posto, grazie anche alla partecipazione del musicista reggae Sugar Daddy (che aveva già lavorato con Buju Banton, Sizzla e Capleton).
Nel maggio 2004, intanto, Natasha Thomas era stata scelta come testimonial della Lacoste, cosa che le aveva permesso di far apparire in televisione parte della sua canzone Let Me Show You (The Way).

## Discografia

### Album
- Save Your Kisses (2004)
- Playin' with Fire (2006)

### Singoli
- Why (Does Your Love Hurt So Much) (2003)
- It's Over Now (featuring Sugar Daddy) (2004)
- Save Your Kisses (2004)
- Skin Deep (2005)
- Real (2006)
- Alene (2010)